# Rhythmische Massage
Die Rhythmische Massage nach Ita Wegman ist eine eigenständige Form der Massage nach Vorstellungen und Erkenntnissen der anthroposophischen Medizin.

## Handgriffe
Wesentliche Elemente, die die Rhythmische Massage kennzeichnen, sind:
- Das Gewebe wird durch weiche, fließende, saugende Griffe von der Tiefe zur Peripherie hin gelöst.
- Die individuelle Form der Berührung wird an die therapeutischen Gesichtspunkte des jeweiligen Krankheitsbildes und des Befundes angepasst – von kräftig bis zart, von lösend bis bindend, von punktuell bis flächig oder von langsam bis schnell.
- Das belebende rhythmische Element, entsprechend Herzschlag und Atmung, durchzieht sowohl die Massagegriffe als auch die Behandlungsabfolge, dabei folgt der/die Therapeut/-in drei wesentlichen Grundgesetzen der Rhythmischen Massage: dynamischer, "atmender" Ausgleich der grundlegenden Polaritäten – in elastischer, empathischer Anpassung – und stetiger, ich-geführter Erneuerung, als Entwicklungsprinzip zur neuen Gesundheit.

- Die Selbstheilungskräfte und die Selbstregulationkräfte nach salutogenetischen Gesichtspunkten werden angeregt sowie die Eigenregulation der Lebensprozesse unterstützt.
- Besondere Streichungen – wie phasenverschobene Kreise und verschiedene Formen der Lemniskate – lösen und verbinden einzelne Körperpartien.

## Anspruch und Hintergrund
Die Rhythmische Massage bemüht sich darum, die Durchblutungsverhältnisse günstig zu beeinflussen, die Bewegung der Gewebeflüssigkeit anzuregen, Fehlspannungen in Muskel- und Bindegewebe zu regulieren, indem sie auf den Zusammenhang der Wesensglieder und auf die Bewusstseinsebenen einwirkt.
Das soll dazu führen, dass sich die Atmung vertieft, die Herz-Kreislauf-Funktion verbessert, die Verdauung normalisiert und der gesunde Wach-Schlaf-Rhythmus wiederhergestellt wird.
Die Grundlage der Rhythmischen Massage bildet die Drei- bzw. Viergliederung des menschlichen Organismus gemäß dem Menschenbild der anthroposophischen Medizin. Durch das Einbeziehen dieser Gesichtspunkte werden die konventionellen Indikationen für Massage erweitert um z. B. Behandlungen organfunktioneller Störungen (Kreislauf, Atmung, Stoffwechselorgane) sowie unterstützende Behandlungen bei Tumorleiden, aber auch bei Patienten mit heilpädagogischen und psychiatrischen Erkrankungen. Die Kontraindikationen sind ähnlich denen der Klassischen Massage.
Die professionell tätigen Therapeuten streben die Heilung jedes Patienten auf individuelle Weise an. Diese Fachkräfte sind in der Regel als Physiotherapeut oder medizinischer Masseur ausgebildet.
Die Behandlungsdauer entspricht den individuellen Bedürfnissen der Patienten. Eine Nachruhezeit ist als Nachklang erforderlich. Erst im Nachklang können die Anregungen eigenständig verarbeitet werden.

## Geschichte
Im 19. Jahrhundert entwickelte der Schwede Pehr Henrik Ling ein ganzes System von Behandlungsformen. Dabei knüpfte er an Erfahrungen der alten Griechen an, bei denen die Leibespflege durch Gymnastik und Massage einen hohen Stellenwert hatte.
Ita Wegman wurde in den Jahren 1900–1905 in Holland und Berlin in verschiedenen Massagemethoden ausgebildet, bevor sie 1906–1911 in Zürich und München Medizin studierte.
Menschenkundliche Erkenntnisse durch die Anthroposophie und medizinische Hinweise von deren Begründer Rudolf Steiner führten 1921 zur Gründung der heutigen Klinik Arlesheim durch Ita Wegman. In dieser Klinik bearbeitete sie die Schwedische Massage, fügte die neuen Erkenntnisse der Anthroposophie in das Gebiet der Massage ein und entwickelte auf dieser Grundlage die Rhythmische Massage.
Ita Wegman unterwies Ärzte, Krankenschwestern und andere Mitarbeiter der Klinik während der täglichen Pflege und im mündlichen Unterricht. Sie führte die Massage am liebsten selbst vor und legte großen Wert darauf, dass ihre Schüler intuitiv das für den individuellen Patienten Richtige anwandten. 1929 kam die Ärztin Margarethe Hauschka an die Ita-Wegman-Klinik. Zwölf Jahre lang machte sie bei Ita Wegman verschiedene therapeutische Schulungen durch, besonders in Maltherapie und Rhythmischer Massage. Seither lehrte sie „Rhythmische Massage nach Ita Wegman“. In dieser Zeit wurde die Rhythmische Massage immer weiter ausgearbeitet und vor allem an Krankenschwestern weitergegeben.
Später führte Margarethe Hauschka in Stuttgart Kurse für Physiotherapeuten und medizinische Masseure durch. Mit wachsender Bekanntheit der Rhythmischen Massage wuchs das Bedürfnis nach einer eigenen Schule, was 1962 realisiert wurde: Es entstand die „Schule für Künstlerische Therapie und Rhythmische Massage“ in Boll (D), die heutige Margarethe Hauschka-Schule. Von da an gab es regelmäßig Fortbildungskurse für Physiotherapeuten und Masseure.
Bis zu ihrem Lebensende leitete Margarethe Hauschka die Schule, unterstützt von Irmgard Marbach und weiteren Lehrkräften und Ärzten.
Heute gibt es in verschiedenen Ländern Schulen, an denen die Rhythmische Massage erlernt werden kann.
Basierend auf der Rhythmischen Massage nach Ita Wegman entstanden die Rhythmischen Einreibungen nach Wegman/Hauschka.
Die Benennung der Rhythmischen Massage ist im deutschsprachigen Raum nicht durchgehend einheitlich. Deutsche und internationale Berufsverbände führen "Rhythmische Massage nach Dr. Ita Wegman". In Gebrauch sind auch "Rhythmische Massage Therapie", sowie "Rhythmische Massage nach Wegman/Hauschka".